# Hennie Hollink
Pour les articles homonymes, voir Hollink.
Hendrikus Hollink, dit Hennie (ou Henny) Hollink, est un footballeur  et entraîneur néerlandais né le 1er octobre 1931 à Glanerbrug (Pays-Bas) et mort le 31 janvier 2018 à Almelo (Pays-Bas).

## Biographie
Après avoir joué comme avant-centre dans les années 1950 et 1960, Hennie Hollink est devenu entraîneur, sa réputation n'a cessé de croître. Il a dirigé entre autres les joueurs de clubs néerlandais comme Eindhoven VV, Roda JC ou FC Twente. Il a également entraîné deux clubs français, le RC Strasbourg et le FC Tours.

## Carrière de joueur
- Avanti Wilskracht  Pays-Bas
- Helmondia '55  Pays-Bas
- RKSV Bekkerveld  Pays-Bas
- Rapid JC  Pays-Bas

## Carrière d'entraîneur
- 1967-1968 : Eindhoven VV  Pays-Bas
- SC Amersfoort  Pays-Bas
- 1972-1974 : Roda JC  Pays-Bas
- juin 1974-novembre 1975 : RC Strasbourg  France
- 1976-1979 : Heracles Almelo  Pays-Bas
- 1979-1981 : FC Twente  Pays-Bas
- 1981-1983 : FC Tours  France

## Sources
- Fiche de l'entraîneur sur le site du RC Strasbourg
- Col., Football 76, Les Cahiers de l'Équipe, 1975, cf. notice de l'entraîneur, page 50